# Gherdeal
Gherdeal (niem. Gürteln) – wieś w Rumunii, w okręgu Sybin, w gminie Bruiu. W 2011 roku liczyła 12 mieszkańców.